# Joe Klecko
Joseph Edward Klecko (Chester, 15 ottobre 1953) è un ex giocatore di football americano statunitense che ha giocato nel ruolo di defensive lineman per la maggior parte della carriera con i New York Jets della National Football League (NFL) come membro della celebre New York Sack Exchange. Nel 2023 è stato introdotto nella Pro Football Hall of Fame.

## Carriera professionistica

### New York Jets
Klecko fu scelto dai New York Jets nel corso del sesto giro (144º assoluto) del Draft NFL 1977. Malgrado otto sack nella sua stagione da rookie, la squadra terminò solamente con un record di 3-11. Tuttavia, quando lui ed Abdul Salaam furono raggiunti da Mark Gastineau e Marty Lyons nella linea difensiva dei Jets, questa divenne una delle migliori della lega e fu chiamata "New York Sack Exchange". I quattro misero a segno 66 sack nel 1981, con Klecko che guidò la NFL con 20,5, portando la squadra per la prima volta ai playoff dal 1969. Klecko fu inserito per la prima volta nella formazione ideale della stagione All-Pro. Nel novembre 1981, Klecko, Gastineau, Salaam e Lyons furono invitati a fare suonare la campagna cerimoniale che dava iniziò alle contrattazioni al New York Stock Exchange, che era servito da ispirazione al loro soprannome.
Klecko disputò una sola gara nella stagione regolare del 1982, a causa della rottura di un tendine del ginocchio nella seconda partita contro i New England Patriots. Tornò in campo nella gara di playoff di quell'anno vinta 17-14 sugli Oakland Raiders.
Klecko fu spostato dal ruolo di defensive end a quello di defensive tackle nel 1983, venendo convocato per il Pro Bowl nel nuovo ruolo nel 1983 e 1984. Nel 1985 cambiò nuovamente posizione, venendo impiegato come nose tackle. Guidò i Jets con 96 tackle e forzò cinque fumble, classificandosi secondo nella squadra con 7,5 sack. Fu ancora premiato come All-Pro e convocato per il Pro Bowl, uno degli unici due giocatori della storia, assieme a Frank Gifford, ad essere stato convocato per il Pro Bowl in tre differenti ruoli.

### Indianapolis Colts
Dopo una stagione 1987 terminata con un record di 6-9, i Jets svincolarono Klecko. Disputò una sola partita con gli Indianapolis Colts nel 1988 prima di ritirarsi per i cronici problemi alle ginocchia.

## Palmarès
- Convocazioni al Pro Bowl: 4

1981, 1983, 1984, 1985
- All-Pro: 2

1981, 1985
- Difensore dell'anno della AFC: 1

1981
- Numero 73 ritirato dai New York Jets
- Formazione ideale del 40º anniversario dei New York Jets
- Pro Football Hall of Fame (classe del 2023)